# 扎庫盧米亞
扎庫盧米亞（Zachlumia）是位於現在赫塞哥維納和達爾馬提亞南部地區的一個歷史地理區域的名稱。雖然有時這裡曾經有獨立或半獨立的斯拉夫國家出現，但主要還是由外部勢力統治。現在這一地區分屬克羅埃西亞以及波士尼亞與赫塞哥維納兩個國家統治。